# Liste der Wappen im Kreis Düren
Diese Liste beinhaltet alle in der Wikipedia gelisteten Wappen des Kreises Düren in Nordrhein-Westfalen, inklusive historischer Wappen. Alle Städte, Gemeinden und Kreise in Nordrhein-Westfalen führen ein Wappen. Sie sind über die Navigationsleiste am Ende der Seite erreichbar.

## Kreis Düren

Wappen des Kreises Düren[1]
Der Kreis Düren in Nordrhein-Westfalen
Lage der Städte und Gemeinden des Kreises

## Wappen der Städte und Gemeinden
- Gemeinde Aldenhoven[2]
- Kreisstadt Düren[3]
- Stadt Heimbach[4]
- Gemeinde Hürtgenwald[5]
- Gemeinde Inden[6]
- Stadt Jülich[7]
- Gemeinde Kreuzau[8]
- Gemeinde Langerwehe[9]
- Stadt Linnich[10]
- Gemeinde Merzenich[11]
- Stadt Nideggen[12]
- Gemeinde Niederzier[13]
- Gemeinde Nörvenich[14]
- Gemeinde Titz[15]
- Gemeinde Vettweiß[16]

## Wappen ehemaliger selbstständiger Gemeinden

Gemeinde Vettweiß
Kreisstadt Düren
Stadt Heimbach
Ortsteil Disternich
Gemeinde Vettweiß
Ortsteil Froitzheim
Gemeinde Vettweiß
Stadt Jülich
Ortsteil Ginnick
Gemeinde Vettweiß
Ortsteil Gladbach
Gemeinde Vettweiß
Stadt Linnich
Ortsteil Jakobwüllesheim
Gemeinde Vettweiß
Stadt Nideggen
Ortsteil Kelz
Gemeinde Vettweiß
Ortsteil Lüxheim
Gemeinde Vettweiß
Ortsteil Müddersheim
Gemeinde Vettweiß
Ortsteil Sievernich
Gemeinde Vettweiß
Ortsteil Soller

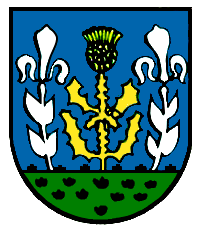
Gemeinde Vettweiß Ortsteil Disternich
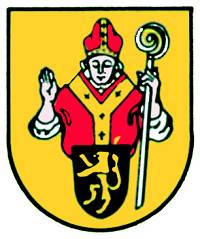
Gemeinde Vettweiß Ortsteil Froitzheim
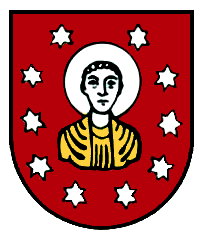
Gemeinde Vettweiß Ortsteil Ginnick
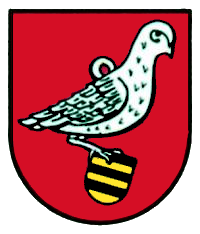
Gemeinde Vettweiß Ortsteil Gladbach
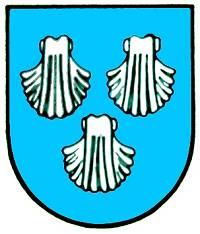
Gemeinde Vettweiß Ortsteil Jakobwüllesheim
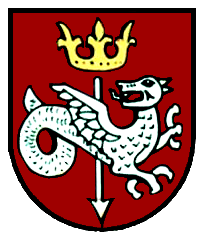
Gemeinde Vettweiß Ortsteil Kelz
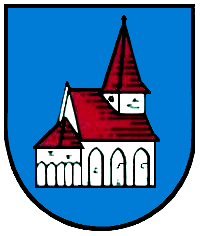
Gemeinde Vettweiß Ortsteil Lüxheim
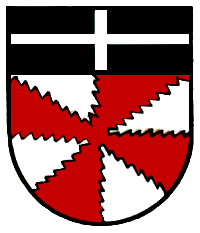
Gemeinde Vettweiß Ortsteil Müddersheim
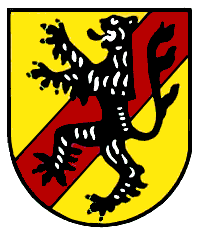
Gemeinde Vettweiß Ortsteil Sievernich
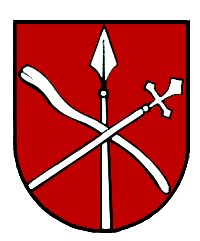
Gemeinde Vettweiß Ortsteil Soller
Gemeinde Nörvenich Ortsteil Hochkirchen

## Wappenbeschreibungenund Erläuterungen
1. ↑  Kreis Düren: „Der Schild, von Gold (=Gelb) und Blau geteilt, zeigt oben einen wachsenden schwarzen Löwen mit roter Zunge, unten einen silbernen (=weißen) Bogen Papier mit einem aufliegenden schwarzen D (für Düren).“
(Anlage zu § 2 der Hauptsatzung des Kreises Düren (Seite nicht mehr abrufbar, festgestellt im März 2022. Suche in Webarchiven)  Info: Der Link wurde automatisch als defekt markiert. Bitte prüfe den Link gemäß Anleitung und entferne dann diesen Hinweis., genehmigt am 19. Juni 1942, bestätigt am 27. Oktober 1972)
2. ↑  Aldenhoven: „Das Wappen zeigt im oberen Feld in gold (gelb) eine blaue Lilie, unten in schwarz ein schwebendes, goldenes (gelbes) Kreuz innerhalb eines silbernen (weißen) Lorbeerkranzes.“
 (§ 2 Absatz 1 der Hauptsatzung der Gemeinde Aldenhoven, genehmigt am 8. Februar 1973; vgl. Wappenbeschreibung)
3. ↑  Kreisstadt Düren: „In geteiltem goldenen Schild oben ein rot bewehrter schwarzer Adler, unten ein rot bewehrter schwarzer Löwe. Auf dem Schild eine rote Mauerkrone.“
 (§ 2 Absatz 1 der Hauptsatzung der Stadt Düren (Seite nicht mehr abrufbar, festgestellt im März 2022. Suche in Webarchiven)  Info: Der Link wurde automatisch als defekt markiert. Bitte prüfe den Link gemäß Anleitung und entferne dann diesen Hinweis. (PDF; 1,1 MB), Wappenführung seit 1485)
4. ↑  Heimbach: „Es zeigt in schwarz einen silbernen Zinnenturm mit rotem Dach, roten Pechnasen und offenem roten Fallgatter, sein Sockel überdeckt mit einem gelehnten goldenen Schildchen, darin ein rot bewehrter und rot gezungter schwarzer Löwe.“
 (§ 2 Absatz 1 der Hauptsatzung der Stadt Heimbach (Memento des Originals vom 5. Dezember 2014 im Internet Archive)  Info: Der Archivlink wurde automatisch eingesetzt und noch nicht geprüft. Bitte prüfe Original- und Archivlink gemäß Anleitung und entferne dann diesen Hinweis. (PDF; 478 kB), genehmigt am 19. Mai 1930)
5. ↑  Hürtgenwald: „In Grün ein goldener (gelber) Göpel, begleitet von drei (2 : 1 gestellten) silbernen (weißen) Kiefernzapfen.“
 (§ 2 Absatz 1 der Hauptsatzung der Gemeinde Hürtgenwald, genehmigt durch den RP Köln am 8. Dezember 1975)
6. ↑  Inden: „In Blau ein silbernes (weißes) Schildhaupt, überdeckt durch eine silberne (weiße) Kirche in Frontalansicht mit stumpfem Dach und silbernem (weißem) Balken-Dachreiter mit blauem Dach; die beiden Dachecken besteckt mit je einem silbernen (weißen), das blaue Dach des Dachreiters mit einem blauen Tatzenkreuz. Im offenen Portal in Blau ein goldener (gelber) Schild, darin ein rotbewehrter und -bezungter schwarzer Löwe.“
 (§ 2 Absatz 1 der Hauptsatzung der Gemeinde Inden (Memento des Originals vom 5. Dezember 2014 im Internet Archive)  Info: Der Archivlink wurde automatisch eingesetzt und noch nicht geprüft. Bitte prüfe Original- und Archivlink gemäß Anleitung und entferne dann diesen Hinweis. (PDF; 46 kB), genehmigt durch den RP Köln am 6. Mai 1974)
7. ↑  Jülich: „Das Stadtwappen zeigt einen in der Mitte geteilten Schild, in dessen linker¹ Hälfte den Jülicher Löwen auf goldenem (gelbem) Feld, in der rechten² Hälfte einen silbernen Doppelturm, am Fuße umgeben von einer Festungsmauer auf rotem Feld. Auf dem Schild steht eine hellrote Mauerkrone mit fünf Zinnen.“
 (§ 1 Absatz 2 der Hauptsatzung der Stadt Jülich (PDF; 39 kB), genehmigt am 8. Oktober 1886)
8. ↑  Kreuzau: „Das Wappen zeigt unter einem mit einem durchgehenden goldenen (gelben) Kreuz belegten schwarzen Schildhaupt einen schwarzen mit einer roten Zunge bewehrten Löwen in Gold (Gelb).“
(§ 2 der Hauptsatzung der Gemeinde Kreuzau (Memento des Originals vom 24. Januar 2018 im Internet Archive)  Info: Der Archivlink wurde automatisch eingesetzt und noch nicht geprüft. Bitte prüfe Original- und Archivlink gemäß Anleitung und entferne dann diesen Hinweis. (PDF; 252 kB), genehmigt am 20. April 1964 durch den Innenminister des Landes Nordrhein-Westfalen)
9. ↑  Langerwehe: „Gespalten – vorn in Gold (Gelb) ein rotbewehrter und -bezungter schwarzer Löwe: hinten in Grün drei (2:1) gestellte schlanke silberne (weiße) Henkelkrüge.“
 (§ 2 Absatz 1 und 2 der Hauptsatzung der Gemeinde Langerwehe (Memento des Originals vom 3. Juni 2015 im Internet Archive)  Info: Der Archivlink wurde automatisch eingesetzt und noch nicht geprüft. Bitte prüfe Original- und Archivlink gemäß Anleitung und entferne dann diesen Hinweis. (MS Word; 82 kB), genehmigt durch den RP Köln am 16. August 1972)
10. ↑  Linnich: „Im goldenen (gelben) geteilten Schild oben ein rot gezungter und rot bewehrter schwarzer Löwe, unten in drei Reihen zu je fünf Feldern geschacht von Rot und Gold (Gelb).“
 (§ 2 Absatz 2 der Hauptsatzung der Stadt Linnich (PDF; 62 kB), genehmigt am ????)
11. ↑  Merzenich: „In Rot ein goldener (gelber) Doppeladler, überhöht von einem durchgehenden vierlätzigen, goldenen (gelben) Turnierkragen.“
 (§ 2 Absatz 1 der Hauptsatzung der Gemeinde Merzenich, genehmigt durch den RP Köln am 24. Oktober 1975)
12. ↑  Nideggen: „Das Stadtwappen zeigt in Gold (Gelb) einen rotbewehrten und -bezungten Löwen mit der rechten Hinterpranke einen schrägrechts gestellten, blauen Pfeil haltend.“
 (§ 2 Absatz 2 der Hauptsatzung der Stadt Nideggen (Memento des Originals vom 22. März 2014 im Internet Archive)  Info: Der Archivlink wurde automatisch eingesetzt und noch nicht geprüft. Bitte prüfe Original- und Archivlink gemäß Anleitung und entferne dann diesen Hinweis. (PDF; 74 kB), genehmigt durch den RP Köln am 9. November 1976)
13. ↑  Niederzier: „Von Gold und Schwarz geteilt, oben ein schwarzer, rotbewehrter und -bezungter, schreitender Löwe, unten vier goldene Pfähle.“
 (§ 2 der Hauptsatzung der Gemeinde Niederzier (Memento des Originals vom 12. August 2014 im Internet Archive)  Info: Der Archivlink wurde automatisch eingesetzt und noch nicht geprüft. Bitte prüfe Original- und Archivlink gemäß Anleitung und entferne dann diesen Hinweis. (PDF; 87 kB), genehmigt durch den RP Köln am 25. August 1975)
14. ↑  Nörvenich „Von Gold und Grün geteilt; oben ein wachsener rot bewehrter schwarzer Löwe, unten ein schreitender rot gekrönter und bewehrter Löwe.“ (2 Absatz 1 der Hauptsatzung der Gemeinde Nörvenich (Memento des Originals vom 24. Januar 2018 im Internet Archive)  Info: Der Archivlink wurde automatisch eingesetzt und noch nicht geprüft. Bitte prüfe Original- und Archivlink gemäß Anleitung und entferne dann diesen Hinweis. (PDF; 717 kB), genehmigt am 26. Juni 1969 durch den Innenminister des Landes Nordrhein-Westfalen)
15. ↑  Titz: „In gold (gelb) ein rotbewehrter und -bezungter schwarzer Löwe, begleitet (heraldisch) rechts von drei, links von zwei sechsstrahligen blauen Sternen; links oben befindet sich ein abnehmender blauer Mond.“
 (§ 2 Absatz 1 der Hauptsatzung der Gemeinde Titz, genehmigt durch den RP Köln am 11. Dezember 1972)
16. ↑  Vettweiß: „In grün ein goldener (gelber) Schild mit einem schwarzen Löwen, darüber wachsend eine blau gekleidete Muttergottes mit Kind in goldenem (gelbem) Strahlenkranz.“
 (§ 2 der Hauptsatzung der Gemeinde Vettweiß (Memento des Originals vom 4. Dezember 2014 im Internet Archive)  Info: Der Archivlink wurde automatisch eingesetzt und noch nicht geprüft. Bitte prüfe Original- und Archivlink gemäß Anleitung und entferne dann diesen Hinweis. (PDF; 38 kB), genehmigt am 25. Mai 1967 Innenminister des Landes Nordrhein-Westfalen)

¹ heraldisch rechts, ² heraldisch links